# 萩武
萩 武（はぎ たけし、1920年 - 1944年10月20日）は、日本の元アマチュア野球選手。三重県出身。

## 来歴・人物
三重県の上野尋常高等小学校卒業。どうしても浪華商業（現・大阪体育大学附属中学校・浪商高等学校）で野球をしたくて入学。在学中は、甲子園に3回出場（内訳は春2回〈1936年,1937年〉、夏1回〈1937年〉）。この内、1937年春には5番・中堅手として同校の初優勝に貢献（第14回選抜中等学校野球大会の項も参照）。決勝戦の中京商業（現・中京大学附属中京高等学校）戦では、4回裏に追加点となるセンター前タイムリーヒットを放った。
浪華商業卒業後の1938年に、地元の関西大学に進学。大学野球でもリーグ戦に出場した。関大卒業後は、1942年より満州のクラブチームの強豪・大連実業団に所属。この年に行われた戦前最後の都市対抗野球大会ではチームのベスト4にも貢献した（準決勝で大同製鋼〈大阪市〉に5-6で惜敗）。
その後応召され、1944年10月20日にフィリピン・レイテ島にて戦死した。享年23。
東京ドーム内の野球殿堂博物館にある戦没野球人モニュメントに、彼の名が刻まれている。また、萩の姉・晶子は弟の死に対し、「高校野球又巡り来ぬ遠き日の　戦に散りし弟哀れ」（浪華商初優勝に貢献した弟を賞賛し、同時に戦死を追悼する挽歌となっている）という短歌を詠んでいる。